# Ulica Prudnicka w Nysie
Ulica Prudnicka – ulica w Nysie.
Od strony Śródmieścia Nysy jej przedłużeniem jest, prowadząca do Rynku, ulica Celna, z którą łączy ją wybudowane w 2013 rondo Jana Pawła II, z przeciwnej strony kończy ją Rondo Partnerstwa Powiatów, a jej przedłużeniem jest ulica Józefa Piłsudskiego, którą w dalszej części przebiega drogą wojewódzką nr 414 oraz drogą wojewódzką nr 489.
Ulica należy do kategorii dróg gminnych.
Nazwa ulicy używana do 1945 to Neustadterstrasse.